# Boston Legal
Boston Legal (Justicia Ciega en Hispanoamérica) es una serie de televisión de la cadena ABC, derivada (spin-off) de El abogado (The Practice), emitida desde octubre de 2004 hasta diciembre de 2008. La serie fue creada por David E. Kelley. La trama sigue al abogado Alan Shore (personaje surgido en la última temporada de El Abogado) que es contratado por un nuevo bufete llamado Crane, Poole & Schmidt.

## Historia previa
Spin-off
La octava temporada de El abogado (The Practice), especialmente sus episodios finales, sirvió para presentar los nuevos personajes de Crane, Poole & Schmidt, el bufete de abogados de la serie Boston Legal. Esta presentación comienza cuando en El abogado los socios fundadores Eugene Young (Steve Harris) y Jimmy Berluti (Michael Badalucco), de la firma Young, Frutt & Berluti, deciden despedir a Alan Shore sin consultar a Ellenor Frutt (Camryn Manheim), su gran amiga. A pesar de que Shore le había conseguido al bufete ganancias por más de seis millones de dólares, le dieron una compensación de sólo quince mil.
Boston Legal
Después de terminar con El abogado, Alan Shore es contratado por Crane, Poole & Schmidt, al caerle bien a uno de sus socios Denny Crane. En esta serie, se narran las aventuras de una de las firmas más prestigiosas de Boston, donde los abogados protagonistas son ricos, tienen sólidas carreras y buscan siempre su beneficio a costa de casi cualquier cosa.
La serie pivota alrededor de tres actores principales: William Shatner (Denny Crane), James Spader (Alan Shore) y Candice Bergen (Shirley Schmidt). Los dos primeros actúan como pareja protagonista, Denny Crane y Alan Shore: las estrellas del bufete. Denny Crane es una leyenda en el mundo del Derecho, ultraconservador, mujeriego y aquejado de un principio de alzheimer, presente en toda la trama. Alan Shore es más joven y más arrogante. Con respecto a Shirley Schmidt es la que pone el punto de cordura, aunque en ocasiones sea arrastrada al abismo por los dos.

## Reparto
| Actor                 | Personaje       | Estado                                                      | Temporadas |
| --------------------- | --------------- | ----------------------------------------------------------- | ---------- |
| James Spader          | Alan Shore      | 2004-2008 (The Practice 2003-2004)                          | 1-5        |
| William Shatner       | Denny Crane     | 2004-2008 (The Practice 2004)                               | 1-5        |
| John Larroquette      | Carl Sack       | 2007-2008                                                   | 4-5        |
| Christian Clemenson   | Jerry Espenson  | 2005-2008 (Recurrente Temporada 2-3 )                       | 2-5        |
| Tara Summers          | Katie Lloyd     | 2007-2008                                                   | 4-5        |
| Candice Bergen        | Shirley Schmidt | 2005-2008                                                   | 1-5        |
| Rene Auberjonois      | Paul Lewiston   | 2004–2008 (Recurrente Temporada 4-5)                        | 1–5        |
| Lake Bell             | Sally Heep      | 2004–2005 (The Practice 2004; Recurrente Temporada 3; 2007) | 1, 3       |
| Rhona Mitra           | Tara Wilson     | 2004–2005 (The Practice 2003–2004; Recurrente Temporada 2)  | 1, 2       |
| Monica Potter         | Lori Colson     | 2004–2005 (Recurrente 2ª temporada)                         | 1, 2       |
| Mark Valley           | Brad Chase      | 2004–2007 (Recurrente 4ª temporada)                         | 1–4        |
| Ryan Michelle Bathe   | Sara Holt       | 2005–2006                                                   | 2          |
| Betty White           | Catherine Piper | 2005-2006, 2008                                             | 1-3, 5     |
| Julie Bowen           | Denise Bauer    | 2005–2007, 2008 (Recurrente 5 Temporada)                    | 2–3, 5     |
| Justin Mentell        | Garrett Wells   | 2005–2006                                                   | 2          |
| Constance Zimmer      | Claire Simms    | 2006–2007                                                   | 3          |
| Craig Bierko          | Jeffrey Coho    | 2006–2007                                                   | 3          |
| Gary Anthony Williams | Clarence Bell   | 2006–2008                                                   | 3–4        |
| Saffron Burrows       | Lorraine Weller | 2007–2008                                                   | 4          |
| Taraji P. Henson      | Whitney Rome    | 2007–2008                                                   | 4          |

## Premios

### Premios ganados
Premios Emmy:
- Outstanding Guest Actor in a Drama Series Christian Clemenson (as Jerry 'Hands' Espenson: 2006).
- Outstanding Single-Camera Sound Mixing for a Series Craig Hunter, Peter Kelsey, Clark King, William Butler (2006).
- Outstanding Lead Actor in a Drama Series James Spader (2005).
- Outstanding Supporting Actor in a Drama Series William Shatner (2005).

Los Emmys ganados en 2004 fueron por sus actuaciones en El abogado, pero por los mismos personajes que interpretarían en Boston Legal.
- Outstanding Lead Actor in a Drama Series James Spader (2004).
- Outstanding Guest Actor in a Drama Series William Shatner (2004).

Premios Globo de Oro:
- Best Performance by an Actor in a Supporting Role in a Series, Mini-Series or Motion Picture Made for TV William Shatner (2005).

Peabody Awards:
- Boston Legal ganó el Peabody Award por su temporada de 2005.

### Premios a los que ha sido nominada
Premios Emmy:
- Outstanding Supporting Actor in a Drama Series William Shatner (2006).
- Outstanding Supporting Actress in a Drama Series Candice Bergen (2006).
- Outstanding Guest Actor in a Drama Series Michael J. Fox (2006).
- Outstanding Casting for a Drama Series Nikki Valko, Ken Miller (2006).
- Outstanding Single-Camera Picture Editing for a Drama Series Phil Neel (2006).

Globos de Oro:
- Best Performance by an Actress in a Supporting Role in a Series, Mini-Series or Motion Picture Made for TV Candice Bergen (2006).
- Best Performance by an Actor in a TV Series – Drama James Spader (2005).

Premios del Sindicato de Actores:
- Outstanding Performance by a Cast in a Comedy Series (2006).
- Outstanding Performance by a Male Actor in a Comedy Series James Spader (2006).
- Outstanding Performance by a Male Actor in a Comedy Series William Shatner (2006).
- Outstanding Performance by a Female Actor in a Comedy Series Candice Bergen (2006).

Satellite Awards:
- Outstanding TV Series - Comedy (2005).
- Outstanding Actor in a TV series - Comedy James Spader (2005).
- Outstanding Actress in a TV series - Comedy Candice Bergen (2005).
- Outstanding Performance by an Actor in a Supporting Role in a Series, Mini-Series or Motion Picture Made for TV William Shatner (2005).
- Outstanding TV Series - Drama (2004).
- Outstanding Actor in a TV series - Drama James Spader (2004).